# Tour Championship 2022

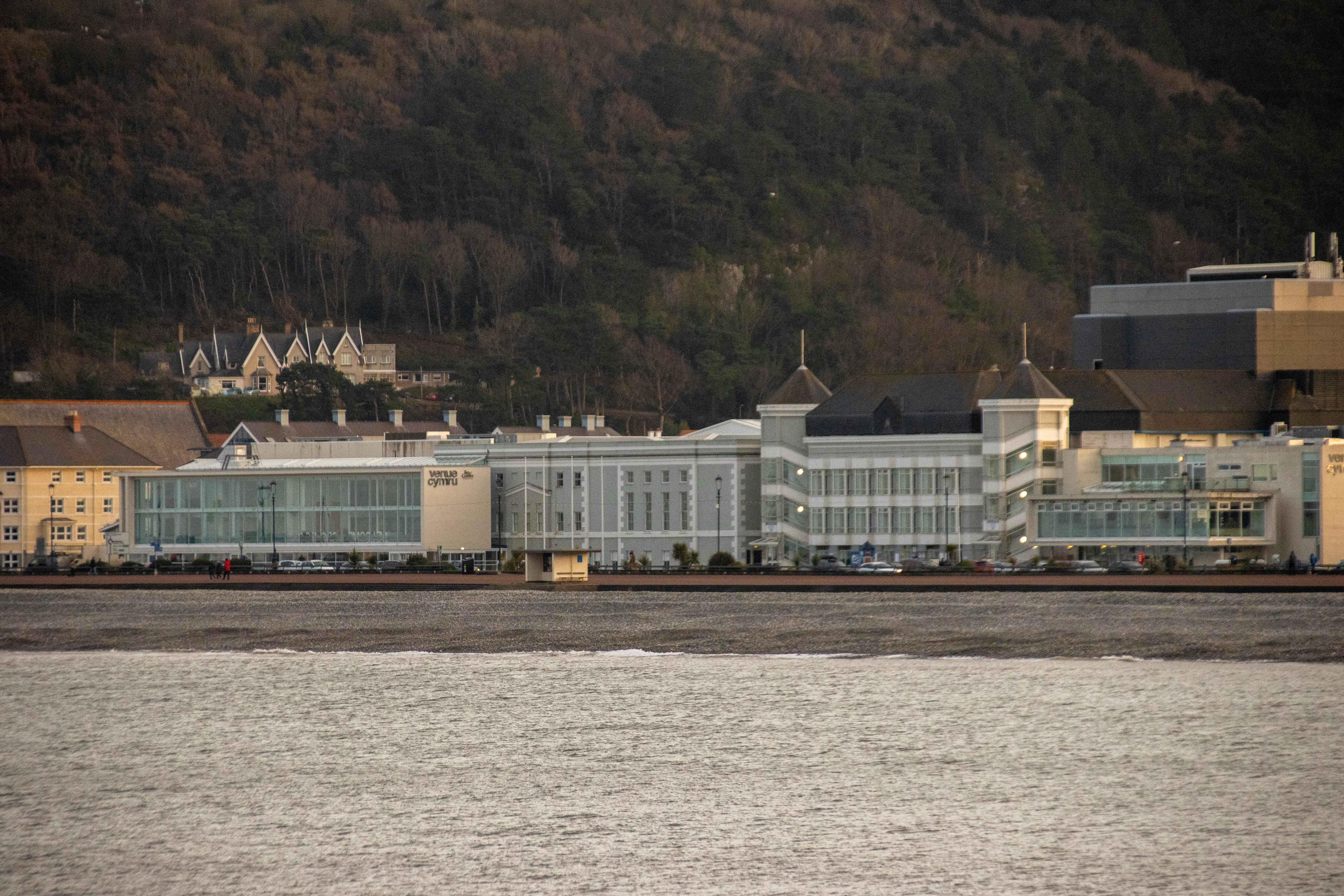
Venue Cymru (2020)

Die Cazoo Tour Championship 2022 war ein Snookerturnier der Snooker-Saison 2021/22, das vom 28. März bis 3. April ausgetragen wurde. Qualifiziert waren die Top 8 der Einjahresrangliste von der Championship League im Sommer 2021 bis zu den Gibraltar Open in der Vorwoche des Turniers. Nach zwei Pandemie-bedingten Umzügen kehrte das Turnier in das Venue Cymru der walisischen Stadt Llandudno zurück, wo es 2019 zum ersten Mal stattgefunden hatte.
Die Tour Championship war der Abschluss einer Serie von drei Turnieren mit sinkender Teilnehmerzahl. Nach den Top 32 des Jahres beim World Grand Prix und den Top 16 bei der Players Championship, traten im Finale die Top 8 an. Der Online-Gebrauchtwagenhändler Cazoo sponserte diese Serie zum zweiten Mal in Folge.
Neil Robertson wurde nicht nur Sieger der Tour Championship, er gewann auch die Cazoo Series und spielte neben Ronnie O’Sullivan mit zehn Century-Breaks die meisten Breaks mit 100 oder mehr Punkten. 

## Preisgeld
Die Preisgeldsumme blieb unverändert bei 380.000 £ und war damit bis auf die Breakprämie bei allen vorherigen Ausgaben gleich.
|                 | Preisgeld |
| --------------- | --------- |
| Sieger          | 150.000 £ |
| Finalist        | 60.000 £  |
| Halbfinalist    | 40.000 £  |
| Viertelfinalist | 20.000 £  |
| Höchstes Break  | 10.000 £  |
| Insgesamt       | 380.000 £ |

## Setzliste
Die Setzliste wurde basierend auf der Einjahresrangliste vom Saisonstart bis unmittelbar vor diesem Turnier ermittelt. Durch seine Finalniederlage bei den Gibraltar Open zwei Tage vor Turnierbeginn verpasste Kyren Wilson knapp die Qualifikation und ermöglichte John Higgins seine dritte Teilnahme in Folge. Mehr Teilnahmen haben nur Judd Trump und Neil Robertson, die sich für alle vier Turniere qualifizierten.
Einjahresrangliste
| Rang | Spieler           | Gewinnsumme (£) |
| ---- | ----------------- | --------------- |
| 1    | Zhao Xintong      | 311.500         |
| 2    | Neil Robertson    | 261.000         |
| 3    | Ronnie O’Sullivan | 232.500         |
| 4    | Judd Trump        | 216.000         |
| 5    | Luca Brecel       | 205.500         |
| 6    | Mark Williams     | 166.500         |
| 7    | Mark Allen        | 160.000         |
| 8    | John Higgins      | 147.500         |

## Cazoo Series
Die Tour Championship entschied auch darüber, wer die Cazoo Series gewinnt. Der erfolgreichste Spieler der drei von Cazoo gesponserten Turniere erhielt zusätzlich eine Siegprämie von 100.000 £. Nach einem zweiten Platz beim World Grand Prix und einem Sieg bei den Players Championship konnte Neil Robertson nur noch von Ronnie O’Sullivan in dieser Wertung überholt werden. Mit seinem Sieg im Halbfinale gegen O’Sullivan konnte Robertson auch die Cazoo Series für sich entscheiden. Mit seinem Sieg im Finale der Tour Championship 2022 konnte Neil Robertson souverän die Cazoo Series für sich entscheiden.
| Spieler           | Erzieltes Preisgeld in £ | Erzieltes Preisgeld in £ | Erzieltes Preisgeld in £ | Gesamtsumme |
| Spieler           | World Grand Prix         | Players Championship     | Tour Championship        | Gesamtsumme |
| ----------------- | ------------------------ | ------------------------ | ------------------------ | ----------- |
| Neil Robertson    | 40.000                   | 125.000                  | 150.000                  | 315.000     |
| Ronnie O’Sullivan | 100.000                  | 15.000                   | 40.000                   | 155.000     |
| John Higgins      | 5.000                    | 15.000                   | 60.000                   | 80.000      |
| Luca Brecel       | 7.500                    | 10.000                   | 40.000                   | 57.500      |
| Barry Hawkins     | 5.000                    | 50.000                   | –                        | 55.000      |
| Jimmy Robertson   | 12.500                   | 30.000                   | –                        | 42.500      |
| Mark Williams     | 5.000                    | 15.000                   | 20.000                   | 40.000      |
| Judd Trump        | 7.500                    | 10.000                   | 20.000                   | 37.500      |
| Mark Allen        | 7.500                    | 10.000                   | 20.000                   | 37.500      |
| Zhao Xintong      | 5.000                    | 10.000                   | 20.000                   | 35.000      |
| Ricky Walden      | 5.000                    | 30.000                   | –                        | 35.000      |

## Turnierplan
Die acht Teilnehmer aus der Einjahresrangliste ermittelten in drei Runden mit jeweils zwei Sessions pro Match den Turniersieger:

| Viertelfinale (Best of 19 Frames) 28.–31. März | Viertelfinale (Best of 19 Frames) 28.–31. März | Viertelfinale (Best of 19 Frames) 28.–31. März |    |                   | Halbfinale (Best of 19 Frames) 1. / 2. April | Halbfinale (Best of 19 Frames) 1. / 2. April | Halbfinale (Best of 19 Frames) 1. / 2. April |  |  | Finale (Best of 19 Frames) 3. April | Finale (Best of 19 Frames) 3. April | Finale (Best of 19 Frames) 3. April |
|                                                |                                                |                                                |    |                   |                                              |                                              |                                              |  |  |                                     |                                     |                                     |
| 1                                              | Zhao Xintong                                   | 9                                              |    |                   |                                              |                                              |                                              |  |  |                                     |                                     |                                     |
| 8                                              | John Higgins                                   | 10                                             |    |                   |                                              |                                              |                                              |  |  |                                     |                                     |                                     |
| 8                                              | John Higgins                                   | 10                                             | 8  | John Higgins      | 10                                           |                                              |                                              |  |  |                                     |                                     |                                     |
|                                                |                                                |                                                | 8  | John Higgins      | 10                                           |                                              |                                              |  |  |                                     |                                     |                                     |
|                                                | 5                                              | Luca Brecel                                    | 7  |                   |                                              |                                              |                                              |  |  |                                     |                                     |                                     |
| 4                                              | 5                                              | Luca Brecel                                    | 7  | Judd Trump        | 6                                            |                                              |                                              |  |  |                                     |                                     |                                     |
| 4                                              |                                                |                                                |    | Judd Trump        | 6                                            |                                              |                                              |  |  |                                     |                                     |                                     |
| 5                                              | Luca Brecel                                    | 10                                             |    |                   |                                              |                                              |                                              |  |  |                                     |                                     |                                     |
| 5                                              | Luca Brecel                                    | 10                                             | 8  | John Higgins      | 9                                            |                                              |                                              |  |  |                                     |                                     |                                     |
|                                                |                                                |                                                |    | John Higgins      | 9                                            |                                              |                                              |  |  |                                     |                                     |                                     |
|                                                | 2                                              | Neil Robertson                                 | 10 |                   |                                              |                                              |                                              |  |  |                                     |                                     |                                     |
| 3                                              | 2                                              | Neil Robertson                                 | 10 | Ronnie O’Sullivan | 10                                           |                                              |                                              |  |  |                                     |                                     |                                     |
| 3                                              |                                                |                                                |    | Ronnie O’Sullivan | 10                                           |                                              |                                              |  |  |                                     |                                     |                                     |
| 6                                              | Mark Williams                                  | 9                                              |    |                   |                                              |                                              |                                              |  |  |                                     |                                     |                                     |
| 6                                              | Mark Williams                                  | 9                                              | 3  | Ronnie O’Sullivan | 9                                            |                                              |                                              |  |  |                                     |                                     |                                     |
|                                                |                                                |                                                | 3  | Ronnie O’Sullivan | 9                                            |                                              |                                              |  |  |                                     |                                     |                                     |
|                                                | 2                                              | Neil Robertson                                 | 10 |                   |                                              |                                              |                                              |  |  |                                     |                                     |                                     |
| 2                                              | 2                                              | Neil Robertson                                 | 10 | Neil Robertson    | 10                                           |                                              |                                              |  |  |                                     |                                     |                                     |
| 2                                              |                                                |                                                |    | Neil Robertson    | 10                                           |                                              |                                              |  |  |                                     |                                     |                                     |
| 7                                              | Mark Allen                                     | 6                                              |    |                   |                                              |                                              |                                              |  |  |                                     |                                     |                                     |

## Finale
| Finale: Best of 19 Frames Schiedsrichter/in: Brendan Moore Venue Cymru, Llandudno, Wales, 3. April 2022 |                |                |
| John Higgins | 9:10           | Neil Robertson |
| Nachmittagssession: 78:77, 136:0 (136), 126:0 (126), 0:130 (130), 47:76, 0:129 (129), 127:0 (127), 80:0 (80) Abendsession: 60:41, 101:0 (68), 82:5, 1:91 (91), 84:0 (84), 37:74 (54), 1:119 (108), 35:87, 17:91 (72), 0:93 (93), 10:72 (72) |                |                |
| 136 | Höchstes Break | 130            |
| 3 | Century-Breaks | 3              |
| 6 | 50+-Breaks     | 8              |

## Century-Breaks
Sieben Spieler erzielten insgesamt 33 Breaks mit mehr als 100 Punkten. Das höchste mit 140 spielte Judd Trump, mit jeweils 10 Centurys erzielten Ronnie O’Sullivan und der Turniersieger Neil Robertson die meisten.
| Judd Trump        | 140, 103                                         |
| John Higgins      | 136, 127, 126, 108                               |
| Ronnie O’Sullivan | 131, 128 (2×), 127, 125, 112, 106 (2×), 100 (2×) |
| Neil Robertson    | 130 (2×), 129, 125 (2×), 121, 117, 115, 108, 103 |
| Zhao Xintong      | 128, 124, 108                                    |
| Luca Brecel       | 108, 105, 100                                    |
| Mark Williams     | 103                                              |